# Кавьямата
В индуизме Кавьямата, также называемая Ушанас, является супругой Саптариши Бхригу и матерью Шукры, бога планеты Венера и наставника асуров — демонов. Она стала причиной того, что бог Вишну был проклят и обречён послать свои Аватары на Землю, и всегда терял любимую из-за своей праведности.

## Легенда
Деви Бхагавата Пурана рассказывает такую легенду. Когда-то асуры в очередной раз вели войну против дэвов и были жестоко избиты. Асуры бросились к обители Шукры, преследуемые Вишну и Дэвами. Когда пришли Асуры, ни одного мужчины в обители не было. Шукра и его отец были в других местах. Кавьямата в течение многих месяцев защищала Асуров. Обитель была покрыта невидимым защитным щитом, в который не мог проникнуть даже царь богов Индра. Дэвы, прибывшие в обитель, попросили жену Бхригу выпустить асуров из обители, однако она отказалась и сказала, что они её гости, а снимать защиту с гостей плохо. Одним взглядом Кавьямата погрузила всех Дэвов в глубокий сон. С помощью своей медитативной силы Кавьямата заставила окаменеть даже Индру, введя его в состояние паралича. Вишну оценил ситуацию и предположил, что ему придется сломать поле отшельника, чтобы защитить мир от вечности хаоса, которые начнутся при победе асуров. Вишну призвал свой диск — чакру Сударшана и сломал защитный щит. Это так же уничтожило много асуров и отрубило голову Кавьямате, защищавшей своих гостей. Отец Шукры, великий мудрец Бхригу, очень рассердился, когда вернулся в свое жилище и проклял Вишну за его грех убийства женщины, сказав, что Вишну придется принять бесчисленное количество аватаров на земле и будет страдать от наибольшей боли и заключения из-за своего греха. Вишну должен принимать бесконечные рождение и смерть в каждом аватаре, в которых он должен навсегда разлучаться со своей женой. Когда Шукра узнает об этом случае, он очень рассердился на запрещенное поклонение Вишну в Асура-локе, а также он клянется вести войну против дэвов и помогать асурам, как месть за поступок Вишну с его матерью. Он также разрушил идол Вишну под стопами асуров. Затем Бхригу воскресил Кавьямату, окропив водой из своего кувшина. Кавьямата проснулась, как будто от глубокого сна. В остальных вариантах история остается неизменной.

## Убийство женщины
Хотя в индуизме убийство женщин считается проявлением адхармы, в эпосе «Рамаяна» царевич Рама — аватар Вишну — убежден своим гуру Вишвамитрой, что убийство демоницы Татаки — это дхарма. Чтобы убедить своего ученика, мудрец приводит в пример Кавьямату, которая замышляла «присвоить себе владычество Индры» и была убита Вишну, подразумевая, что вероломные и нечестивые люди могут быть наказаны в соответствии с волей царя.